# Archiargiolestes pusillus
Archiargiolestes pusillus е вид водно конче от семейство Megapodagrionidae. Видът не е застрашен от изчезване.

## Разпространение
Разпространен е в Западна Австралия.

## Описание
Популацията на вида е стабилна.